# Aleiodes parasiticus
Aleiodes parasiticus är en stekelart som beskrevs av Norton 1869. Aleiodes parasiticus ingår i släktet Aleiodes och familjen bracksteklar. Inga underarter finns listade i Catalogue of Life.